# Villa Giulia

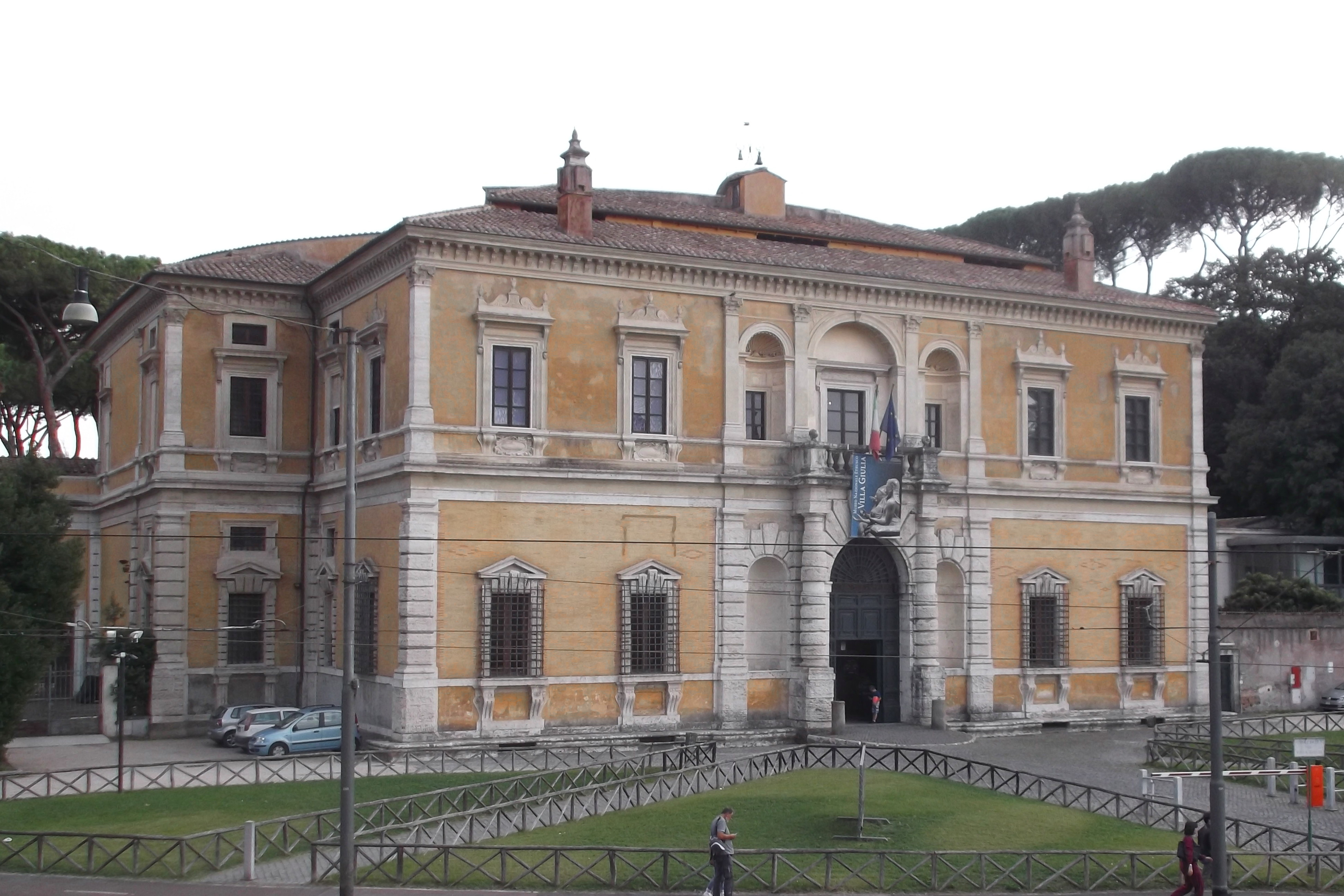
Villa Giulia, huvudfasaden.

Villa Giulia, Villa di Papa Giulio, är en villa i norra Rom, ritad av Vignola på uppdrag av påve Julius III (1550–1555).
Villa Giulia är belägen i en liten dalgång, Valle Giulia. Dalen och dess sluttningar planterades med hundratals träd av olika slag. Villan uppfördes intill akvedukten Acqua Vergine, vars vatten ansågs vara hälsobringande och skulle lindra Julius III:s svåra gikt.
I dag är villan statligt ägd och hyser Museo Nazionale Etrusco di Villa Giulia som har en imponerande samling av etruskisk konst och föremål.